# エイヴン・ネルソン
エイヴン・ネルソン（英語: Aven Nelson, 1859年3月24日 - 1952年3月31日）はアメリカ合衆国の植物学者である。ロッキー山脈の植物の研究を専門とした。ワイオミング大学で55年間にわたり教授を務め、1918年から学長も務めた。アメリカ植物分類学会、アメリカ植物学会の会長を務めた。

## 略歴
アイオワ州、リー郡のシュガークリークで、ノルウェーからの移民でクエーカー教徒の家族の4人兄弟の末子として生まれた。ミズーリ州カークスヴィルの州立師範学校（Kirksville State Normal School、トルーマン州立大学の前身）を1883年に卒業し、1887年にM.S.D.を取得した。ミズーリのドラリー大学で研究を続けた後、ハーバード大学で1892年にMaster of Artsを取得した
。1893年にロッキー山地標本館の設立者の一人となった。多くの植物の記載を行った
1887年にワイオミング大学に来校し、1901年に米国科学振興協会のフェローに選ばれ、1904年にデンバー大学から博士号を得た。1917年にワイオミング大学の学長代行に選ばれ1918年から学長となり、1922年まで務めた。1934年にアメリカ植物学会の会長に選ばれ、1927年にColorado-Wyoming Academy of Scienceの共同設立者となった。1935年にアメリカ植物分類学会の会長となった
アブラナ科の植物の属名、Anelsoniaなどに献名されている。

## 著作
- First report on the flora of Wyoming (1896)
- The Trees of Wyoming and How to Know Them (1899)
- The Red Desert of Wyoming and its forage resources (1898)
- The Flora of Montana (1900)
- The Cryptogams of Wyoming. A Preliminary Report upon those Species (1900)
- The Brome-Grasses of Wyoming (1901)
- An Analytical Key to Some of the Common Flowering Plants of the Rocky Mountain Region (1902)
- Spring Flora of the Intermountain States (1912)